# Босанска Крајина у Народноослободилачкој борби
Након Априлског рата и окупације Краљевине Југославије 18. априла 1941. читава Босанска крајина, као део предратне Врбаске бановине, постала је део новоформиране НДХ. Политика националне и верске дискриминације, коју је НДХ одмах усвојила, и усташки терор над локалним српским становништвом и политичким противницима на челу са КПЈ, за кратко време су довели народ Босанске крајине на ивицу опстанка.
Устанак је почео 27. јула 1941. и до краја августа ослобођена је велика територија (Дрварска република), након чега је уследила противофанзива Италијана и подела устаника на партизане и четнике крајем 1941. Почетком 1942. главно жариште устанка била је Козара, која је у лето 1942. издржала тешку непријатељску офанзиву. У јесен 1942. на терен Босанске крајине дошао је Врховни штаб НОВЈ са пролетерским бригадама, и поново је створена слободна територија (Бихаћка република), која је изгубљена у четвртој непријатељској офанзиви почетком 1943.
Међутим, снаге НОВЈ су успеле да се одрже, формиране су крајишке ударне бригаде и 1. (касније 5.) босански корпус НОВЈ, а до краја 1943., Босанска крајина (са изузетком Бањалуке и Приједора) поново је ослобођена. Последња, најслабија немачка офанзива дошла је у пролеће 1944. (Дрварска операција), док су крајем 1944. и почетком 1945. вођене борбе за спречавање повлачења немачке групе армија Е из Грчке. Босанска крајина коначно је ослобођена 2. маја 1945.

## Увод

### Босанска крајина у НДХ
Одмах после априлског рата усташке власти у Босанској крајини почеле су са прогањањем српског становништва. У почетку је посебно снажан притисак вршен на богатије слојеве и интелигенцију. Већ крајем јуна и почетком јула почела су исељавања (прво масовно исељавање извршено је у Бихаћу 24. јуна 1941.), хапшења и све масовнија убиства. Известан број српских политичара, трговаца, виших службеника и свештеника избегао је у италијанску окупациону зону, док је један део прешао у Србију. У неке крајеве Босанске Крајине досељени су Словенци, протерани из Словеније, и Срби, протерани из Лике. Српски живаљ почео је да избегава органе усташке власти и да се крије. Истовремено, усташки врхови настојали су да за насилну промену етничке структуре становништва, истребљењем Срба, придобију хрватске и муслиманске масе (усташки стожерник у Бањалуци Виктор Гутић је позивао Муслимане и Хрвате да прогоне Србе и отимају њихова имања). Таква усташка политика у Босанској Крајини, користећи се већ постојећим верским и националним антагонизмом, погоршала је односе. Укључивање извесног броја Муслимана и Хрвата у усташке злочине, а посебно знатног броја католичких свештеника, подстакло је шовинизам и продубило јаз међу становништвом Босанске крајине.
Почетком јуна наредбом о скупљању Срба у радне и сабирне логоре, почела су масовнија хапшења и одвођења људи у логор Јадовно (планина Велебит), где су вршена погубљења, а од 10. јуна и масовне депортације српских породица у Србију. На тај начин усташка власт ставила је ван закона српски живаљ, који је чинио око 63% укупног становништва Босанске крајине. Зато је било природно да је српско становништво, са богатим борбеним традицијама из ранијих устанака и буна, било основна маса са којом се у Босанској крајини могло реално рачунати у организовању устанка у НОБ. Рад КПЈ извршио је знатан утицај на организовање и мобилизацију тог дела становништва, али је истовремено КПЈ већ у периоду припрема за устанак морала улагати највеће напоре да би осујетила окупатора и усташе у изазивању братоубилачког рата на верској и националној основи.

### Рад КПЈ
Припреме за оружану борбу у Босанској крајини почеле су обласним саветовањем КПЈ у Шехитлуцима (код Бање Луке) почетком јуна 1941., којим је руководио члан ПК КПЈ за БиХ Ђуро Пуцар Стари. Ту су пренете одлуке и закључци Мајског саветовања ЦК КПЈ о раду на припреми народа за борбу против окупатора. Средином јуна, стигао је у Бања Луку члан Покрајинског војног комитета за Босну и Херцеговину Махмуд Бушатлија, по чијим је упутствима образован Обласни војни комитет (руководство) за Босанску крајину (Осман Карабеговић, Бранко Бабич, Касим Хаџић и Јосип Мажар Шоша). На првом састанку комитета пренета су наређења за прикупљање оружја, стварање диверзантских група и мреже војних повереника, и одређени војни повереници за срезове: Босанско Грахово, Босански Петровац, Босанска Крупа, Босански Нови, Кључ, Босанска Дубица, Приједор, Прњавор, Јајце и Мркоњић-Град. У више градова формиране су диверзантске групе и прикупљена извесна количина оружја. Народу је објашњавана потреба јединства и оружане борбе против окупатора и његових помагача. Потпуније припреме изведене су у срезовима у којима су од раније деловале бројније организације КПЈ (Дрвар, Босански Петровац, Босанска Дубица, Приједор, Бања Лука), а слабије тамо где су комунистичке организације биле малобројне или нису постојале (Кључ, Мркоњић-Град, Котор-Варош, Гламоч).

## 1941.

### Позив КПЈ
Дана 13. јула 1941. ПК КПЈ БиХ донео је одлуку о формирању среских штабова и започињању оружаних акција и диверзија. Овлашћени делегати одмах су упућени у поједине срезове да пренесу одлуке локалним војним комитетима и започну акције на терену: у Босанску крајину упућен је Махмуд Бушатлија, док је Ђуро Пуцар упућен у средњу Босну, где је организација КПЈ била слаба, па су групе активиста из Бањалуке упућене у Котор Варош и Прњавор са задатком да покрену оружане акције. Од тада је област средње Босне у војном и политичком погледу била прикључена Босанској крајини све до краја рата.

### Супротстављене снаге
До почетка устанка најбројнији и најбоље наоружани одреди формирани су око Дрвара (три одреда са око 200 наоружаних бораца), Босанског Петровца, на Козари, око Бањалуке и у Јању. У то време на територији Босанске крајине налазиле су се домобранска 9. и 10. пјешачка пуковнија, 3. бојна (батаљон) 11. пјешачке пуковније и 3. оружничка (жандармеријска) пуковнија, а у свим градовима усташке оружане формације.

### Устанак
Партизански одреди, под командом Штаба герилских одреда за срез Босанско Грахово и околину, напали су 27. јула Дрвар, Оштрељ и Босанско Грахово. У Дрвару је после упорне борбе уништен усташки и домобрански гарнизон од око 400 људи (из 10. пјешачке пуковније). Сва три места су ослобођена. Борбе су одмах пренете према Босанском Петровцу, Гламочу, Кулен Вакуфу и Книну. Ноћу 29-30. јула избио је устанак у Подгрмечу, сутрадан на Козари, а 1. августа у Јању и Пливи (око Шипова).
Хиљаде голоруких устаника, са по неком пушком, јуришало је на усташке жандармеријске станице и гарнизоне по већим местима. Тако су првих дана августа 1941. ослобођени: Гламоч, Добрљин и више других места; устаници су продрли у Босанску Крупу, блокирали Босански Петровац и Кулен Вакуф и већину жандармеријских станица, а порушене су железничке пруге и телеграфске линије. Усташко-домобранске снаге потиснуте су у градове, око којих су образовани устанички фронтови. Створено је неколико жаришта устанка, међу којима је, у то време, било најјаче у рејону Дрвара, чији је штаб руководио крупним снагама на устаничком фронту према Босанском Петровцу, Кулен Вакуфу, Книну, Ливну и Кључу. Снажно жариште образовано је и на Козари, где су устаници држали фронт према Приједору, Босанској Градишки и Босанском Новом. Устаничке снаге на Јању и Пливи очистиле су мања усташка упоришта и успоставиле фронт према Јајцу и Доњем Вакуфу. Устаници су ослободили и села испод Грмеча и успоставили фронт према Босанској Крупи и Санском Мосту. Партизански одреди и чете ницали су у скоро свим селима и укључивали се у устаничке фронтове чија је ширина око појединих жаришта износила и преко 100 km.
На Мањачи и у средњој Босни није дошло до ширег устаничког покрета. Активисти КПЈ, који су упућени на то подручје, тек су тад почели стварати прве мање оружане одреде, а затим изводити и ситније оружане акције. Тамо ће доћи до ширег покрета српских маса у јесен 1941.

#### Реакција НДХ
Ради угушења устанка у његовом почетку, усташко-домобранске снаге у јачини око 5 батаљона предузеле су 31. јула концентричан напад из Босанског Петровца и од Гламоча према Дрвару. Међутим, талас устанака по читавој Босанској Крајини осујетио је ту акцију, а усташко-домобранске јединице на Бравском и Лисини су разбијене. Усташко-домобранске посаде у долини Уне и Сане, ојачане са 3-4 батаљона, успеле су првих дана августа да учврсте фронт према устаницима. Почетком августа најжешће борбе водили су Босанско-петровачки и већи део дрварских одреда (500 пушака и више хиљада устаника наоружаних хладним оружјем) око блокираног Босанског Петровца.

### Дрварска република
Ширина устанка, његови почетни успеси, али и изражени елементи стихије (неорганизованост, самовоља, националистички испади према муслиманском становништву и колебљивост устаника после прве јаче реакције непријатеља) захтевали су хитне мере у изграђивању војне и политичке организације устанка. Она је најпре и најпотпуније спроведена у Дрвару. По сугестијама члана ЦК КПЈ Марка Орешковића, 16. августа образована је Дрварска бригада, а герилски одреди реорганизовани су у батаљоне. Стварање батаљона на најважнијим деловима фронта и именовање најспособнијих бораца за старешине унело је више реда и омогућило ефикаснију употребу бројних већих оружаних јединица у том делу Босанске Крајине. У другим крајевима средином августа формирани су Штаб герилских одреда Крупа и Сана (у Подгрмечу), Штаб козарског партизанског одреда и Штаб народне војске Јања и Плива. Ту прву реорганизацију устаничких снага спроводила су месна руководства, јер је обласни руководећи центар у Бањалуци, због устанка и пресецања комуникација, остао без сталних веза са устаницима. Тек почетком септембра упућен је из Бањалуке на терен Обласни војни штаб (штаб партизанских одреда) за Босанску крајину под командом Данка Митрова; почетком септембра стигао је у Мркоњић-Град (ослобођен 29. августа) и ту почео да делује као команда области, али и даље без непосредне везе са најјачим жариштима устанка.
Локална устаничка руководства решавала су у почетку и питања организације ослобођене територије. Одмах после ослобођења у Дрвару је одлуком Среског комитета КПЈ основано Војно-револуционарно веће, у чијем су саставу формирани комесаријати: за комунална питања, индустрију, исхрану, јавну безбедност, правосуђе, трговину и занатство. С обзиром на велике потребе бројних устаничких јединица и велики број избеглица у овом индустријском месту, Војно-револуционарно веће организовало је снабдевање војске, покренуло рад у фабрикама за производњу и поправку оружја, успоставило и одржавало железнички саобраћај, бринуло се о бројним избеглицама, организовало болницу, итд. На народном збору у Дрвару 31. августа изабрани су Народно веће, Народни суд и Народни тужилац. По селима су постављана револуционарна већа, а у Дрвару су образоване прве антифашистичке организације жена и омладине. Таква организација ослобођене територије почела се проводити и око Босанског Грахова, Гламоча и Босанског Петровца. У другим устаничким жариштима Босанске крајине јављају се као устанички органи власти-револуционарни одбори, народни одбори, одбори за исхрану војске, команде места, а понегде послове у позадини обављали су и бивши сеоски кметови. При штабу у Дрвару одмах је формиран Герилски информациони биро. Поред умножавања летака, Биро је покренуо лист Герилац, који је, поред вести са савезничких фронтова и о борбама у Југославији, доносио чланке у којима је тумачио политичке ставове КПЈ и покретао најактуелније проблеме устанка.

#### Офанзива НДХ
Након прве неуспеле интервенције против устаника у Дрвару, нова офанзива против устаничких снага на Козари, у Подгрмечу и Дрвару брижљиво је припремљена у Главном стожеру домобранства НДХ, са циљем да се угуши устанак у Босанској крајини и успут уништи преостали српски живаљ. У операцији су била ангажована 22 усташко-домобранска батаљона, са тада већ бројном месном усташком милицијом, ојачана артиљеријом, тенковима и авијацијом.
Офанзива НДХ је планирана и изведена у две етапе: од 14-18. августа били су разбијени устанички фронтови на Козари и у Подгрмечу, деблокиран Босански Петровац, а устаници су се повукли у шуме. Усташе су у наступању починиле велика зверства. Побили су све становништво које није избегло у планине. По извештају генерала Румлера, који је командовао том операцијом, усташе су убиле око 10.000 особа. Велики број насеља је спаљен, а имовина опљачкана.
Друга фаза операције-продор у Дрвар-почела је 23. августа 1941. Усташко-домобранске снаге јачине 6 батаљона, подржане артиљеријом, авијацијом и тенковима, прешле су у напад из Босанског Петровца правцем Оштрељ-Дрвар. У тешким тродневним борбама, главнина устаничког 1. батаљона Слобода (формиран 20. августа од герилских одреда на фронту према Босанском Петровцу) са око 600 наоружаних бораца одбила је код Оштреља напад на Дрвар. Непријатељ је претрпео знатне губитке; заплењено је 9 митраљеза и 18 пушкомитраљеза. Акцију против устаничких снага у том делу Босанске крајине требало је да потпомогну усташко-домобранске јединице из Грачаца (1 пуковнија), Ливна (2 пуковније), Јајца и Мркоњић-Града (3 батаљона), али су ове снаге паралисане дејством локалних партизанских јединица. Устаници Јања и Пливе однели су такође низ победа: они су 27. августа уништили у Шипову (код Јајца) 28. домобранску бојну (батаљон) и избацили из строја 325 војника; заплењена су 2 топа, 6 митраљеза, 12 пушкомитраљеза и 250 пушака. Устаници су сутрадан разбили делове једне домобранске бојне и ослободили Језеро (код Јајца), извршили напад на Јајце, а 29. августа ослободили и Мркоњић-Град.
Ти успеси у долини Врбаса, посебно угроженост Јајца, довели су до брзе интервенције Штаба немачке 718. дивизије из Бањалуке. Већ 29. августа 1941. у рејону Јајца концентрисана су 2 усташка, 2 домобранска и 1 немачки батаљон са задатком да разбију устанике на Јању и Пливи, а затим да у садејству са снагама из Гламоча, преко Млиништа, продру у Дрвар. Под притиском надмоћнијих снага, недовољно организоване и слабо вођене устаничке јединице око Мркоњић-Града и оне у Јању и Пливи, нису могле да пруже снажнији отпор. Непријатељ је успео да поврати Мркоњић-Град и Шипово. Користећи се расулом међу устаницима око Мркоњић-Града, непријатељске снаге су 6. септембра, без отпора, продрле у Млиништа. Даљи продор ових снага према Дрвару осујетила је Дрварска бригада. Колону која је продирала од Шипова кроз Јањ и Пливу дочекали су устаници под командом Симе Шолаје, и разбивши један њен батаљон код села Козила, одбацили је до села Језера. Ускоро затим усташе су се повукле према Травнику; села кроз која су прошли у области Мркоњић-Града, Јања и Пливе попалили су (око 2.500 зграда) и побили све становништво које су похватали.

#### Устаничка противофанзива
Устаничке снаге у долини Уне брзо су се консолидовале и поново успоставиле фронтове према усташко-домобранским гарнизонима у долини Сане и Уне, и почеле офанзивна дејства. После разбијања устаничких фронтова на Козари, по одлуци руководства устанка, приступило се стварању чета које ће, наслањајући се на насеља око Козаре, изводити партизанске акције. На целом подручју Козаре формиране су почетком септембра 1941. три партизанске чете.
После разбијања низа офанзивних акција снага НДХ, јeдинице дрварске бригаде поново су преузеле иницијативу. Делови 1. и 2. батаљона Дрварске бригаде уништили су 1. септембра домобранску посаду од 300 војника у селу Врточу, а 6. септембра после дводневних борби ослобођен је Кулен Вакуф. Тих дана партизанске снаге око Бањалуке и у средњој Босни развиле су живљу активност, особито у долини Врбаса. У дотадашњим борбама устаничке снаге разбиле су више домобранских јединица и заплениле знатне количине оружја и муниције. Заробљено је на стотине присилно мобилисаних домобрана који су разоружани и пуштени кућама. Почетком септембра у Босанској крајини је оперисало око 6.000 наоружаних партизана. Тих дана у Дрвар је дошао Обласни штаб за Босанску крајину. Нешто пре њега у Дрвар је, из Загреба, стигло и неколико бивших добровољаца из шпанског грађанског рата, који су ојачали неке устаничке команде. Прихватајући већ формирану Дрварску бригаду, Обласни штаб се половином септембра реорганизовао у Штаб Крајишке дивизије, са седиштем у Подгрмечу.

### Криза устанка
Дотадашње борбе у Босанској Крајини потврдиле су немоћ НДХ да угуши устанак. Иако су италијанске трупе на захтев НДХ већ 1. јула 1941. напустиле Босну и Херцеговину, већ 26. августа НДХ је са Италијом склопила споразум о италијанској реокупацији целе територије БиХ до демаркационе линије (види слику).
Италијанска окупациона команда развила је широку мрежу обавештавања о карактеру и циљевима устанка и о снагама које му стоје на челу, користећи се српским избеглицама из Босанске крајине, који су уз италијанску подршку формирали центре у Сплиту, Шибенику, Книну, Дубровнику и другим далматинским градовима. Одлучујућу улогу у избегличким центрима имали су прваци бивших грађанских партија, поједини трговци, свештеници, официри и чиновници Краљевине Југославије: тако су формиране српске националистичке снаге под италијанском контролом. Они су захтевали да Италија окупира области НДХ у којима живи српско становништво и да у њима укине усташку власт. Да би спречили КПЈ да учврсти своју контролу над устаницима, националисти су у августу почели упућивати своје људе међу устанике, ради преузимања руководећих места у појединим устаничким јединицама и окупљања устаника око идеје борбе за српски национални опстанак против Хрвата и Муслимана, и повратка реда и мира у сарадњи са Италијом. Под утицајем националиста ојачале су шовинистичке и осветничке страсти међу устаницима и учестали насилни испади према хрватском и муслиманском цивилном становништву, што су усташе искористиле за јачање својих снага, наоружавајући муслиманска села за самоодбрану. Срачунати поступци Италијана у Лици већ у августу (разоружавање и хапшење усташа, ослобађање ухапшених Срба) довели су до колебања устаничких маса, које је комунистичко руководство устанка покушало да сузбије, али је било доста устаничких јединица, нарочито према Книну, у којима није било комуниста.

#### Италијанска офанзива
Позивајући на мир, гарантујући безбедност и претећи народу репресалијама свуда где наиђу на отпор, италијанске трупе су 10. септембра прешле у наступање према ослобођеној територији. Дивизија Sassari наступала је правцем Книн-Босанско Грахово-Дрвар, а 26. пешадијски пук дивизије Bergamo из Ливна према Босанском Грахову и Дрвару. Граховски и Ливањски устанички батаљон, под утицајем италијанске пропаганде, напустили су положаје без борбе. После уласка Италијана у Босанско Грахово, Штаб Дрварске бригаде хитно је прикупио део дрварских бораца, повлачећи их са осталих фронтова, и организовао отпор на правцу Босанско Грахово-Дрвар. После вишедневних борби на Плочама, Италијани су 25. септембра заузели Дрвар, из којег је претходно евакуисан ратни материјал, а фабрика целулозе и пилана уништени. У борбама против јединица Дрварске бригаде, учествовало је и 7 усташко-домобранских батаљона који су, користећи успех италијанских јединица, овладали комуникацијама између Бихаћа, Босанске Крупе, Санског Моста и Босанског Петровца. Дрварска бригада напустила је држање фронтова и прешла на партизански начин вођења борбе.
До половине октобра 1941., Италијани су, не наилазећи на отпор, заузели читаву окупациону зону, продревши дуж друмова у Босански Петровац, Кључ, Сански Мост, Бихаћ, Босанску Крупу, Мркоњић Град, Јајце, Доњи Вакуф, Бугојно, Купрес, Прозор и низ других места, успостављајући свуда своје гарнизоне. То је довело до кризе устанка у Босанској крајини. Остварено јединство српског народа у устанку било је разбијено: настао је период поделе на питањима за и против настављања оружане борбе. Окупатор и српске националистичке снаге преузеле су иницијативу користећи се предношћу насталом распадањем устаничких фронтова и својим присуством на устаничкој територији. Италијанска окупациона команда позвала је српски народ да престане са борбом, да се устаници врате кућама, настојећи низом мера да створи утисак да су италијанске снаге носиоци реда и безбедности. У тој акцији са њима су отворено сарађивали националисти, међу којима и поједине старешине устаничких јединица, покушавајући да сломе настојања комуниста да покрену устанике у борбу против италијанског окупатора. Устаничке јединице под контролом националиста убрзо ће постати основа јединица ЈВуО (четника).

#### Осипање устаника
Губитак територије и активност Италијана и њихових помагача довели су до осипања устаничких снага. Напорима организација КПЈ и војних штабова одржало се језгро партизанских одреда око Дрвара, Босанског Петровца, у Подгрмечу, Јању, Пливи, Кључу и Ливну. Националистичке снаге обезбедиле су доминантан утицај око Босанског Грахова и Гламоча, док су на подручју Дрвара и Босанског Петровца могли да се ослоне само на појединце. Иако се знатан број бораца у тим крајевима колебао да уђе у борбу са италијанским трупама, националисти нису нашли шири организовани ослонац међу њима.
У међувремену, у немачкој окупационој зони, стање је било једноставније: козарачки партизани, прешавши на партизански начин борбе, наставили су акције против немачких и усташких снага. Партизански одреди у средњој Босни извели су у септембру и октобру више акција против усташко-домобранских посада, попуњавајући се новим борцима, а у октобру су биле формиране три партизанске чете.

### Реорганизација
На Саветовању у Столицама (код Крупња), 26. септембра 1941., у присуству делегата из БиХ, одлучено је да се приступи реорганизацији устаничких јединица у читавој земљи: формиран је Врховни штаб НОВЈ са Титом на челу, са подтињеним Главним штабовима у свим покрајинама Југославије; усвојен је заједнички назив „партизани” за све борце у читавој земљи, обавезна црвена петокрака и партизанска заклетва, а основне борбене јединице постали су партизански одреди (састављени од батаљона и чета) са јединственом командом у саставу: командант, политички комесар и њихови заменици.
Одлуке Саветовања у Столицама, које су стигле у Босанску крајину половином октобра 1941., спровођене су у знаку оштре политичке борбе између КПЈ и националиста за превласт у устаничким јединицама. Све јединице у Босанској крајини и средњој Босни обједињене су крајем октобра 1941. у три партизанска одреда: 1. крајишки НОП одред (7 чета) обухватао је крајеве између Уне и Сане, а на југу закључно са Босанским Граховом; 2. крајишки НОП одред (6 чета) крајеве између доњег тока Уне, Сане, Врбаса и линије Приједор-Бањалука; 3. крајишки НОП одред (5 батаљона и више самосталних чета) остали део Босанске крајине и средњу Босну.
У новембру, после саветовања у Главном штабу НОПО БиХ на Романији, којем су присуствовали и представници обласног руководства Босанске крајине, формиран је Оперативни штаб НОВ и ПОЈ за Босанску крајину. У јануару 1942. у три одреда Босанске крајине било је 17 батаљона. Упорна борба водила се против схватања да се остане при ранијим сеоским одредима, да борци буду код својих кућа, а да се скупљају само у случају потребе одбране свога села (ова ситуација сликовито је описана у роману Глуви барут, Бранка Ћопића). Свакодневна борба за увођење војничког живота и реда у устаничким јединицама, непрекидна офанзивна активност и постигнути војни успеси, поред политичке активности комуниста, имали су пресудан значај у изградњи војне организације. Комунисти су радили на објашњавању циљева НОБ, на стварању јединственог система нове народне власти, омладинских и организација жена; на јачању братства Срба, Хрвата и Муслимана и спречавању усташких и (касније) четничких покоља. Ради тога, одржане су крајем 1941. и почетком 1942. окружне и среске конференције КПЈ и војна саветовања на Козари, у Подгрмечу, Крњеуши и Скендер Вакуфу, као и многи зборови са војском и народом. У фебруару 1942. образовани су свуда срески и окружни комитети КПЈ.

#### Партизански одреди
Крајем 1941. устанак је био у полету у области између Сане и Врбаса и у средњој Босни, где је дошло до масовног прилива бораца. Устаници су принудили усташе, домобране и Италијане на одбрану гарнизона и комуникација. Тако су 3 батаљона 3. Крајишког одреда нанели Мостарској усташкој бојни и једном батаљону 9. домобранске пуковније знатне губитке при нападу на Јајце; делови одреда продрли су у Доњи Вакуф који су бранили делови 26. пп. (пешадијског пука) дивизије Бергамо и домобранског 9. пп.; после вишедневне опсаде разбијена је усташко-домобранска посада Ситнице; вођене су успешно борбе против Италијана око Купреса и заузет рудник у Масловарима. Многе комуникације су прекинуте.
У том периоду најинтензивнији развој оружане борбе био је на Козари. Јединице 2. крајишког одреда у низу успелих акција стално су јачале, а организационо и политички комунисти су се учврстили. Половином новембра Одред је имао око 670 бораца, а у ослобођеним селима радили су народноослободилачки одбори. Због тога су немачке и усташко-домобранске снаге (ојачани домобрански 5. и 11. пешачки пук, слабији делови усташа, жандарма и немачке 718. пешадијске дивизије-укупно око 5.000 војника) крајем новембра узалудно покушавале да коцентричним дејствима разбију партизане на Козари. После акције, главнина усташко-домобранских јединица пребачена је у источну Босну, ради напада на тамошње партизанске снаге, а у области Козаре оставили су важнијим местима мање посаде. Козарачки партизани су 5. децембра готово потпуно уништили 2. бојну 11. домобранске пуковније на Мраковици (заробљено 190, погинуло преко 90 домобрана), 16. децембра препадом заробили 33. сатнију 1. домобранске пуковније у селу Турјаку и ноћу 17/18. децембра уништили домобранску чету из Бјеловарског допунског батаљона у селу Водичеву.

## 1942.

### Јачање НОП
Крајем децембра 1941. 2. крајишки одред је нарастао на 1045 бораца, па је 21. децембра преформиран у 3 батаљона који су, почетком 1942., поново овладали територијом Козаре. Козара је постала једно од најјачих жаришта устанка у Југославији.
У међувремену је учвршћена комунистичка војна организација и елиминисан националистички (четнички) утицај у углу између река Уне и Сане и на Грмечу. У области Дрвара и Босанског Петровца националисти су уз помоћ Италијана безуспешно покушали да формирају четнички пук. Мање четничке групе биле су изоловане и потиснуте, углавном, на територију око италијанских гарнизона. У јануару 1942. партизанске јединице на том подручју почеле су нападе на италијанске трупе. После неколико напада на италијанске колоне, од којих је у Меденом Пољу код Босанског Петровца био најуспешнији, италијански гарнизони изоловани су и блокирани. Почетак борбе са Италијанима означио је коначан прелом устанка у том делу Босанске крајине у корист НОП.

#### Партизани и четници
Националистичке снаге су се учврстиле око Босанског Грахова и Гламоча, где су формиране четничке јединице. Такође, проширили су своју активност на цело подручје 3. крајишког НОП одреда. С обзиром на плиму устанка у том делу Босанске крајине и средње Босне, националисти су се изјашњавали за борбу против окупатора и сарадњу са партизанима. Користећи се вестима које су са закашњењем стизале из Србије о споразуму Јосипа Броза Тита и Драже Михаиловића, командант устаничког батаљона око Мркоњић Града, Урош Дреновић, прогласио је у децембру 1941. батаљон четничким, и изјаснио се за сарадњу са партизанима. У то време су у Босанску крајину и средњу Босну стигли са Равне горе и официри Драже Михаиловића, ради организовања четничких јединица и борбе против комуниста. Последице њихове активности све су се више осећале, посебно на планини Мањачи и у средњој Босни.

#### Повлачење Италијана
У фебруару 1942. због прилива нових снага формирани су 4. (на подручју Мањаче и средње Босне) и 5. крајишки НОП одред (на простору јужно од Грмеч планине). Почетком марта 1942. партизанске снаге у Босанској крајини и средњој Босни биле су наоружане са 6.500 пушака, 163 пушкомитраљеза, 41 митраљезом, 5 минобацача и 5 топова. Партизани су тада држали простране слободне територије између Уне и Сане, на Козари, око Јајца и у средњој Босни.
У марту 1942. дошло је до првих већих сукоба са италијанским трупама у рејону Босанске Крупе, код Срба и Гламоча. У априлу и почетком маја, ради обезбеђења планираног извлачења Италијана из Босанске крајине, јаке италијанске снаге (око 2 пука са ојачањима из дивизије Сассари и гарнизона у Задру и нешто четника) извеле су концентрични напад према Босанском Петровцу, од Книна и Гламоча преко Дрвара и од Мркоњић Града преко Кључа. Италијани су уз осетне губитке продрли у Босански Петровац, али нису побољшали положај италијанских гарнизона.
Дана 25. маја, под снажним притиском јединица 5. и 1. крајишког НОП одреда, делови италијанске дивизије Сассари, усташе и четници повукли су се под борбом из Босанског Петровца према Дрвару, а 1. јула и из Дрвара, напуштајући део Босанске крајине који су окупирали 1941. Босански Петровац, Дрвар и Оштрељ су ослобођени. Приликом повлачења, Италијани су претрпели знатне губитке.
У међувремену су козарачки и подгрмечки партизани ослободили Козарац и Благај, а комуникације у долини Уне и Сане биле су под њиховим сталним притиском. Крајем марта 1. крајишки НОП одред нарастао је на 10, а 2. крајишки НОПО на 15 чета. Због такве ситуације штаб немачке 718. дивизије у Бањалуци одлучио је да повуче своје посаде из Приједора и Љубије, где су обезбеђивали експлоатацију руде. Одбрану тих места преузеле су снаге НДХ. Половином маја 1942. делови 1. и 2. крајишког НОП одреда напали су (по наређењу Оперативног штаба НОП за Босанску Крајину) Приједор, Љубију и гарнизоне у њиховој непосредној околини. У борбама 15. и 16. маја (учествовала и Банијска пролетерска чета) ослобођен је Приједор, а сутрадан и Љубија, чиме су чвршће повезане територије тих одреда иокупатор лишен рудника Љубије у коме су заплењена неоштећена сва постројења. Ослобођење Приједора, где је заробљено 1.100 домобрана и 200 усташа, заплењено 1.200 пушака, 2 хаубице, 5 минобацача и 23 митраљеза, било је велика победа крајишких партизана. Слободна територија Босанске крајине протезала се у то време од међуречја Уне и Сане до Босанског Грахова. Гарнизони у Санском Мосту и Кључу били су одсечени. Одмах после ослобођења Приједора на аеродром у граду спустила су се два авиона, којима су пилоти Руди Чајавец и Фрањо Клуз пребегли из усташког ваздухопловства на страну НОВ. У селу Ломовита (у Поткозарју) 21. маја 1942. од ударних батаљона 1., 2. и 5. крајишког НОП одреда формирана је 1. крајишка ударна бригада.

#### Раскид партизана и четника
Док су се снаге НОП на Козари, у Подгрмечу, Босанском Петровцу и Дрвару у зиму и пролеће 1942. после многих победа коначно стабилизовале, ситуација на територији 3. и 4. крајишког НОП одреда све се више погоршавала због јачања четничких снага. Четници су у априлу 1942. у јединицама 4. крајишког НОП одреда на Мањачи и у средњој Босни почели изводити пучеве, нападати на партизанске болнице у позадини и убијати политичке комесаре и активисте КПЈ. Тако су из заседа убијени истакнути комунистички руководиоци Касим Хаџић, Драго Ланг, Хасан Кикић и Данко Митров, док су у селу Јошавки четници стрељали др Младена Стојановића. Већина бораца разишла се кућама, а један део је ступао у четничке јединице. Сличних појава, у мањим размерама, било је у то време и у 3. НОП одреду, око Мркоњић Града, у Пливи и око Гламоча. Да би сузбио четничку акцију и сачувао устаничке снаге од расипања, Оперативни штаб за Босанску крајину је по упутствима Врховног штаба НОП и ДВЈ, током марта и априла, формирао један пролетерски и два ударна батаљона од најбољих бораца из 1., 2. и 5. крајишког НОП одреда и упутио их на терен 3. и 4. крајишког одреда. Ти батаљони су у априлу и мају чистили подручје ова два одреда од четника и радили на обнављању и јачању партизанских снага. Њихове акције повратиле су превласт комуниста на већем делу територије 3. крајишког НОП одреда и у његовим јединицама. Тад је сузбијена четничка активност у Рибнику и Доњем Раткову, у Јању и око Купреса, а делимично и око Гламоча. Четнички батаљон око Мркоњић Града повукао се према Бањалуци, али су око Гламоча и у Пливи формиране мање четничке јединице. Већина бораца 3. крајишког НОП одреда, организована у 4 батаљона, наставила је да води борбу против окупатора и њихових сарадника. Јединице 4. крајишког НОП одреда су се распале.
У то време четнички команданти почели су појединачно да склапају споразуме са командама усташко-домобранских јединица. Први такав споразум потписао је Урош Дреновић, 27. априла 1942. у Мркоњић Граду, а затим су то учинили и четнички команданти у средњој Босни. У јуну 1942. влада НДХ одобрила је те споразуме; они су предвиђали заједничку борбу против НОП и разграничење територије. Заједничким дејствима немачких снага из Бањалуке, усташких и четничких јединица, патризанске снаге у средњој Босни биле су потиснуте; пролетерски батаљон претрпео је на планини Мотајици 6. јуна 1942. губитке од 100 погинулих и несталих, а преосталих 114 бораца пребацило се преко Саве у Славонију, где су се прикључили славонским партизанима. Крајем године батаљон се са око 70 бораца вратио у Босанску Крајину. У периоду тих борби четници су уништили партизанску болницу на планини Борји, чиме су потпуно престале партизанске борбе у средњој Босни. На такав развој прилика утицали су и резултати немачко-квислиншке офанзиве у источној Босни у периоду април-јун 1942., а још више немачко-квислиншка офанзива на Козари, која ће у јуну и јулу 1942. везати главне снаге партизана и Оперативног штаба за Босанску крајину.

### Козарска офанзива
Ради уништења партизанских снага у западној Босни, у простору северно од демаркационе линије (граница између немачког и италијанског окупационог подручја), Немци су предузели Козарску офанзиву. Она је почела 10. јуна 1942. операцијама специјално формиране Борбене групе Западна Босна (Westbosnien) са 14 немачких батаљона (од којих 1 тенковски и 1 пионирски), око 25 усташких и домобранских батаљона (са извесним бројем четника и припадника усташке милиције), 100 артиљеријских оруђа, неколико ескадрила авијације и 5 мађарских речних монитора. На Козари се тада налазио 2. крајишки НОП одред-5 батаљона са 3.500 бораца распоређених на широкој кружној основици према Бањалуци, Приједору, Босанском Новом, Босанској Дубици, Босанској Костајници и Босанској Градишки.
Партизанске снаге напустиле су Приједор и Љубију и повукле се на Козару. После једномесечног отпора, главнина Одреда успела је уз знатне губитке да се почетком јула пробије из обруча. У офанзиви је и народ са подручја Козаре претрпео велике жртве. Ради растерећења 2. крајишког НОП одреда, 1. крајишка бригада и 1. крајишки НОП одред изводили су офанзивна дејства у позадини трупа које су нападале Козару, при чему су уништили усташко-домобранске посаде у Босанској Крупи и Добрљину. Осим тога, изведени су напади на Сански Мост и Босански Нови. Међутим, те акције нису олакшале положај бранилаца Козаре.

### Продор пролетерских бригада у Босанску крајину
На развој НОБ у Босанској крајини повољно је утицао продор Групе пролетерских и ударних бригада под непосредном командом Врховног штаба НОП и ДВЈ у западну Босну. После велике диверзије на железничкој прузи Сарајево-Мостар, бригаде су у јулу 1942. уништиле усташко-домобранске гарнизоне у Коњицу, Прозору и Горњем Вакуфу, и ослободиле пространу територију. После вишедневних борби око Бугојна и Доњег Вакуфа, Врховни штаб је почетком августа пребацио тежиште дејстава Групе бригада на територију Купрес-Дувно-Ливно. Разбијањем гарнизона НДХ у Дувну и Ливну, и чишћењем мањих усташко-домобранских посада створена је пространа слободна територија у том делу Босне и Далмације. Крајишке јединице су у јулу ослободиле Кључ и Гламоч, непосредно се повезале са снагама групе бригада и далматинским јединицама, и узеле учешћа у борбама око Купреса и Ливна.

#### Ослобођење Јајца
Тада је Врховни штаб објединио дејства групе пролетерских бригада, крајишких и далматинских јединица, што је омогућило планирање крупнијих офанзивних подухвата на територији Босанске крајине. Обезбеђујући делом снага до тада ослобођену територију, Врховни штаб је у другој половини августа 1942. усмерио тежиште дејстава у долину средњег тока Врбаса ради освајања Мркоњић Града и Јајца како би се створили услови за продор на север, према Бањалуци и у средњу Босну, да би се разбиле тамошње четничке снаге и оживела народноослободилачка борба. После ослобођења Мркоњић Града 24. августа, дошло је до борбе на правцима Бањалука-Кључ и Бањалука-Мркоњић Град, куда су покушале да продру немачке, усташке и четничке снаге. Те борбе вођене су све до 23. септембра. У њима су биле ангажоване 1. и 2. крајишка бригада, 6. крајишки НОП одред (формиран 17. августа), 2. пролетерска и делови 3. санџачке и 4. црногорске бригаде. То је била до тада највећа концентрација партизанских бригада које су изводиле одбрамбену операцију. Комбинујући елементе одсудне и маневарске одбране са честим противнападима, партизанске снаге задржале су непријатеља и принудиле га на повлачење. Одмах затим, 24. септембра, бригаде су напале утвђени гарнизон у Јајцу и после 18-часовних борби ослободиле град 25. септембра.

#### Одбрана слободне територије
Даље напредовање према Бањалуци и средњој Босни заустављено је због офанзиве окупатора: крајем септембра и у октобру изведене су две офанзиве немачких снага (Јајце 1 и Јајце 2) на територији Бањалука-Травник-Јајце-Кључ, и две италијанске офанзиве (Алфа и Бета), на територији Прозор-Дувно-Ливно. Поред знатних немачких и италијанских снага (главнина немачке 714. и 718. дивизије и италијанског 6. армијског корпуса-4.000 људи) у тим операцијама учествовале су и јаке усташко-домобранске и четничке снаге. Четничка команда Драже Михаиловића је још у јулу 1942. почела да мобилише четничке јединице у Црној Гори, источној Босни и Херцеговини ради наступања у Босанску крајину, да би се повезала са четничким снагама на територији западне Босне, Лике и Книнске крајине. Остављајући слабије јединице на правцима непријатељевог наступања да би маневарском одбраном спречавали брзе продоре на ослобођену територију, Врховни штаб НОП и ДВЈ пренео је тежиште операција партизанских снага у долину Уне.

#### Крајишке бригаде
За време тих борби брзо је расла ударна снага крајишких јединица. То је период најмасовнијег прилива нових бораца. Тада су поједини батаљони партизанских НОП одреда улазили комплетни у састав крајишких бригада, које су по одлукама Врховног штаба формиране једна за другом: 2. крајишка бригада (2. августа 1942.), 3. крајишка (22. августа), 4. крајишка (19. септембра), 5. крајишка (23. септембра) и 6. крајишка бригада (14. октобра 1942.). Многи крајишници ступили су и у србијанске и црногорске бригаде. Првих 6 крајишких бригада формиране су из састава 1., 2. и 5. крајишког НОП одреда. На територији Козаре, Подгрмеча, Босанског Петровца, Дрвара, Босанског Грахова, Гламоча и Ливна и даље су остали да дејствују смањени партизански одреди, док су бригаде биле покретне јединице Врховног штаба. Истовремено, на целој слободној територији били су формирани војно-територијални органи-команде места и команде подручја, са мрежом војних болница, магазина и радионица. После стварања слободне територије око Горњег Вакуфа, Бугојна, Дувна и Ливна и у овом делу средње Босне, који је бројније насељен муслиманским и хрватским становништвом, почела су се стварати трајнија упоришта НОП и формирати НОО и партизанске јединице. У тим борбама коначно су стабилизована устаничка жаришта у Јању и Пливи, Ливну и околини Купреса, а утицај четника сведен је на мање оружане групе које су се криле по шумама или повукле према Бањалуци. Истовремено, јачао је утицај НОП и око Мркоњић Града и на Раткову. У целој Босанској крајини тада су четници сачували јаче позиције само на Мањачи и у Змијању.
Дана 1. новембра 1942. Врховни штаб донео је одлуку о формирању првих дивизија и корпуса НОВЈ. На територији Босанске крајине од групе пролетерских и ударних бригада формиране су 1. и 2. пролетерска и 3. ударна дивизија . У састав 1. пролетерске дивизије ушла је 3. крајишка бригада. Од осталих крајишких бригада у новембру су формиране 4. и 5. крајишка дивизија и 1. босански корпус НОВЈ. Оперативни штаб НОП за Босанску крајину реорганизован је одлуком Врховног штаба НОП Југославије у Штаб корпуса са командантом Костом Нађем и политичким комесаром Османом Карабеговићем.

### Бихаћка република
Преносећи дејства у долину Уне, Врховни штаб је планирао да разбије окупаторско-квислиншке гарнизоне у Цазинској крајини и споји ослобођене територије у Босни и Хрватској. У офанзиви НОВЈ ангажована је главнина крајишких снага (5 бригада) и знатне снаге НОВ Хрватске (3 бригаде и 2 одреда). Најјаче непријатељске снаге биле су утврђене у Бихаћу и његовој околини. Напад на Бихаћ почео је 2. новембра увече и град је ослобођен 4. новембра после подне. Настављајући офанзиву крајишке и хрватске снаге НОВ ослободиле су до 14. новембра Босанску Крупу, Велику Кладушу, Цетинград и Подцетин. Бихаћ је постао центар јединствене ослобођене територије, које је поред знатног дела Хрватске захватила највећи део Босанске крајине. У њему је било седиште ЦК КПЈ и Врховног штаба НОВ и ПОЈ од ослобођења до краја јануара 1943.

#### Офанзива НОВЈ
После бихаћке операције Врховни штаб је усмерио дејства НОВ у Босанској крајини у три основна правца: према долинама Уне и Сане, средњој Босни и према Босанском Грахову, Книну, Ливну, Дувну и јужној Далмацији. Главнина 1. босанског корпуса је до краја 1942. дејствовала према Босанском Новом, Љубији и Санском Мосту, где су усташе и домобрани само ради обезбеђења комуникација у долини Сане и рудника Љубије држали око 10 батаљона, а Немци делове 714. дивизије.
Нарочито тешке борбе водиле су 4. и 5. крајишка дивизија 26. и 27. новембра за Босански Нови да би пресекле друм и железничку пругу Костајница-Приједор, и од 10-20. децембра за Сански Мост.

#### Партизански продор у средњу Босну
На другом правцу, према средњој Босни, развили су дејства од средине новембра 1942. 1. пролетерска и 3. ударна дивизија. Оне су, заједно са деловима крајишких јединица, ноћу 19-20. новембра ослободиле Ситницу, 20. новембра Мркоњић Град, 25. новембра Јајце, 2. децембра Скендер Вакуф, 4. децембра Котор Варош, 14. децембра Јошавку, ноћу 1/2. јануара 1943. Теслић, 15. јануара Нови Шехер и Жепче, ноћу 15/16. јануара Тешањ и 16. јануара Прњавор. У тим и неким мањим местима разбијени су утврђени усташко-домобрански гарнизони, а уз њих и основне снаге средњобосанских четничких одреда. Тиме су створени услови за оживљавање НОБ у средњој Босни. Међутим, већ у другој половини јануара 1943. 1. пролетерска дивизија напустила је средњу Босну ради учешћа у бици на Неретви, па је поново дошло до опадања НОП у тој области. На трећем правцу, 2. пролетерска дивизија са локалним партизанским снагама и далматинским јединицама ослободила је Ливно и Дувно и угрозила Имотски и Купрес. У борбама до јануара 1943. формиране су 7. крајишка бригада (27. децембра), 8. крајишка бригада (28. децембра) и 9. крајишка бригада (22. јануара 1943.).

#### Прво заседање АВНОЈ-а
Упоредо са операцијама, уз непосредан надзор ЦК КПЈ и ВШ, убрзано се одвијао и рад на организовању слободне територије. У Босанској крајини је изграђен јединствен систем власти-од сеоских и градских до среских народноослободилачких одбора (НОО) повезаних са Привременим управним одсеком ВШ и систем војнотериторијалних органа (партизанских стража, команди места и подручја), регулисан начин снабдевења војске, збрињавања рањеника, одржавања реда у позадини, привредни и просветни живот. Створене су антифашистичке организације жена и омладине са месним, општинским и среским одборима. Одлуком ЦК КПЈ и ВШ, из пролетерских бригада знатан број комуниста прешао је у руководства на терену Босанске крајине и у крајишким бригадама. За време лета формиране су од омладине радне чете за обављање послова у позадини, а за подизање летине образована је 14. августа 1942. Прва омладинска радна бригада. У Бихаћу је 26. новембра одржано Прво заседање АВНОЈ, а на слободној територији Босанске крајине одржани су први слободни избори за народноослободилачке одборе, Први конгрес СКОЈ, Прва земаљска конференција АФЖЈ и Конгрес партизанских лекара.

## 1943.

### Четврта непријатељска офанзива
Од 20. јануара 1943. Босанска крајина захваћена је четвртом непријатељском офанзивом.
Операција Вајс I трајала је од 20. јануара до 15. фебруара 1943. и захватила је подручје Лике, Кордуна, Баније и западне Босне. Иако се операција одвијала знатно спорије и теже него што је планирано, осовинске снаге су на крају успеле да се пробију свим комуникацијама и запоседну све градове на слободној територији, са изузетком једног дела Лике; Бихаћ је пао 27. јануара након седмодневне борбе. Ипак, осовинске снаге нису успеле да озбиљније ослабе јединице НОВЈ, које су се, избегавши фронтални окршај, маневром вратиле на своја ранија подручја и ускоро поново запоселе највећи део некадашње слободне територије.
Јединице 1. босанског корпуса су у тешким одбрамбеним борбама до половине фебруара онемогућавале брзо наступање немачких снага, водећи нарочито жестоке борбе око Грмеча и на правцу Сански Мост-Босански Петровац, а затим су све до почетка марта штитиле позадину Главне оперативне групе ВШ НОВЈ и евакуацију рањеника према долини Раме, затварајући правце од Јајца, Кључа, Босанског Петровца и Книна према југоистоку.
Поред тешких борби и великих губитака које су претрпеле крајишке јединице, Немци су за време четврте офанзиве опљачкали сва места у Босанској крајини кроз која су прошли, већину спалили, а становништво масовно убијали. Десетине хиљада жена, деце и стараца повлачило са са војском и данима се налазило у покрету или у шуми по дубоком снегу и великој зими без хране, изложени бомбардовању и митраљирању авијације. Нарочито велике тешкоће доживљавао је народ на планинама Грмечу и Шатору; на хиљаде жена и деце је промрзло, помрло од глади или изгинуло од дејства авијације. Ситуација у Босанској крајини додатно је погоршана доласком више десетина хиљада избеглица са Баније, које је народна власт у Босанској крајини настојала да збрине. У пролеће и лето поред глади појавиле су се и епидемије заразних болести (пегави тифус).
Па ипак, Немцима и њиховим помагачима није успело да потисну главнину оружаних снага НОВЈ са територије Босанске крајине: уз тешке губитке јединице 1. босанског корпуса успеле су да се одрже. У поново окупираним местима непријатељ је оставио гарнизоне, а немачке јединице и снаге НДХ улагале су напоре да одрже контролу над комуникацијама. Ради тога су, у марту и априлу 1943., извеле више офанзивних акција.
Врховни командант НОВЈ Јосип Броз Тито наредио је 30. марта 1943. Штабу 1. босанског ударног корпуса да главне снаге усмери на разбијање четника у Босанској крајини и средњој и источној Босни. Оштре борбе вођене су на целом простору Грмеча и на правцу Кључ-Јајце-Травник. Истовремено су и четници настојали да искористе офанзиву Немаца, усташа и Италијана како би повезали своја преостала упоришта од Книнске крајине, преко Босанског Грахова, Гламоча и Мркоњић Града до Мањаче и средње Босне. У тим борбама снаге 1. босанског корпуса су се консолидовале, преузеле иницијативу и убрзо повратиле већину ранијих положаја у Босанској крајини; формиране су и 3 нове бригаде: 10. (4. фебруара) и 12. крајишка бригада (20. фебруара) и 10. ударна дивизија (13. фебруара).

### Пета непријатељска офанзива
После одлуке ВШ маја 1943. о формирању 1. босанског корпуса у источној Босни, дотадашњи 1. босански корпус на челу са Костом Нађем преименован је у 2. босански корпус. У то време 5. ударна дивизија упућена је из средње Босне према Зеленгори, у позадину окупаторових снага, које су за време пете непријатељске офанзиве окружавале јединице Главне оперативне групе НОВЈ. Пошто није успела да форсира Босну, Дивизија је наставила наступање у рејон Травника и даље према Иван-седлу, 17. јуна ушла је у Фојницу и Крешево, а 28/29. јуна, пошто се Главна оперативна група преко Зеленгоре пробила у источну Босну, пребацила се преко Босне и заузела Какањ, уништила постројења рудника угља и термоелектране у Какњу, 6 железничких станица, 6 мостова, 4 локомотиве, око 200 вагона и 25 km пруге. За то време у средњој Босни формирана је 11. крајишка дивизија 1. јуна 1943.

### Пад Италије
Уочи капитулације Италије снаге НОВЈ у Босанској крајини и средњој Босни прешле су у опште наступање. У августу 1943. у Босанску крајину су стигли ВШ и 1. пролетерска и 5. крајишка дивизија. Тада су уништени непријатељски гарнизони у Горњем и доњем Вакуфу, Јајцу, Мркоњић граду и Бугојну. После капитулације Италије, 4. крајишка дивизија је из рејона Подгрмеча и Козаре изводила прво нападе на комуникацијама у долинама Уне и Сане, а потом је половином септембра пребачена у Далмацију ради садејства са далматинским партизанима у разоружању Италијана, док је њен задатак у Босанској крајини преузела 8. крајишка бригада са НОП одредима; 5. крајишка дивизија је до почетка октобра била на простору Бугојно-Травник, када је по наређењу ВШ кренула за Санџак; 10. крајишка дивизија пошто је разбила четнике на Мањачи и према Гламочу, блокирала је Купрес и дејствовала на комуникацији Сарајево-Мостар, а 11. дивизија била је у средњој Босни у саставу 1. корпуса.

### Продор НОВЈ у долину Босне
Почетком октобра 1943. 1. и 4. дивизија поново су пребачене у Босанску крајину, 2. босански корпус преименован је у 5. босански корпус НОВЈ, а од 1. и 6. дивизије формиран је 1. пролетерски корпус. До краја октобра ослобођени су Босанска Дубица, рудник Љубија, Сански Мост, Ливно, Дувно и Купрес, а 1. и 10. дивизија ангажоване су према Травнику и долини реке Босне, у ком правцу су кренуле и снаге 3. корпуса из источне Босне.
Концентрацијом јаких снага НОВЈ према долини реке Босне и сарајевској котлини били су угрожени важни рударски центри и комуникација Сарајево-Брод, која је имала велики значај за Немце због експлоатације рудних богатстава тог дела Босне и везе са снагама на јадранској обали.
У таквој ситуацији Немци су ојачали посаду Травника као истуреног упоришта за одбрану комуникација у долини Босне. До краја новембра Травник је два пута безуспешно нападнут, извршен је упад у Зеницу и оштећена су постројења железаре, заузета железничка станица Лашва, извршен упад у Високо и разорена пруга у долини Босне на више места. У тим борбама. 5. босански корпус остварио је оперативно садејство са 3. босанским корпусом. У новембру, 6. личка дивизија стигла је у састав 1. пролетерског корпуса, па је учествовала у другом нападу на Травник.

#### Ослобођење Босанске крајине
У јесен 1943. цела Босанска крајина била је ослобођена изузев Бањалуке, Приједора и неколико гарнизона у долинама Уне и Сане. У августу и септембру 1943. формиране су 11. и 13. крајишка бригада. На конференцији делегата НОО 12. октобра изабран је Обласни НОО за Босанску крајину; 26. и 27. новембра одржана је у Мркоњић Граду оснивачка скупштина ЗАВНОБиХ, а 29. новембра Друго заседање АВНОЈ у Јајцу.
Крајем 1943. и почетком 1944. у Босанској крајини и средњој Босни вођене су поново тешке борбе. У првој половини децембра јаке немачке, усташко-домобранске и четничке снаге из Книна, Сиња, Имотског и Посушја прешле су у напад према Босанском Грахову, Ливну и Дувну како би разбиле јединице НОВ у том простору и да преко Шујице и Купреса продру у долину Врбаса. Због неповољног развоја ситуације на подручју 8. корпуса НОВЈ (губитак Босанског Грахова, Дувна, Ливна и Шујице), из рејона Травника пребачени су средином децембра, делови 6. личке дивизије на правац Шујица-Купрес.

## 1944.

### Немачка офанзива
Ради растерећења немачког притиска на 3. корпус НОВЈ у источној Босни, 5. босански корпус ојачан са 2 бригаде 1. пролетерског корпуса напао је 31. децембра 1943.-1. јануара 1944. немачки утврђени гарнизон у Бањалуци. Почетком јануара Немци су пренели тежиште операција из источне у средњу Босну и источни део Босанске крајине, у намери да одбаце 1. пролетерски и 5. босански корпус од главне комуникације Славонски Брод-Сарајево-Мостар. Врховни штаб је наредио да се не примају фронталне борбе, већ да се напада на бокове и позадину немачких снага дуж комуникација. Са деловима 187. резервне и 369. легионарске дивизије, ојачаним пуковским групама 7. СС дивизије Принц Еуген, 1. брдске и 373. легионарске дивизије, деловима 2. козачке бригаде, 29. моторизованог и 901. оклопног пука и усташко домобранским снагама, Немци су од 3. до 17. јануара продрли из Бањалуке, Дервенте, Добоја, Маглаја, Зенице, Бусоваче, Коњица, Раме и Јабланице дуж комуникација и заузели Јајце, Бугојно, Доњи и Горњи Вакуф, Прозор, Купрес и Гламоч. Ојачавши поједине гарнизоне у Босанској крајини, Немци су продужили наступање у Далмацију; од 11. до 16. јануара предузели су са Оперативном групом 187 офанзивну акцију (под називом Brandfackel) и на подручју Козаре, где су наступајући њеним северним падинама према Босанској Дубици и Босанској Костајници наишли на слабији отпор 11. крајишке бригаде из 4. дивизије НОВЈ. За то време главнина 4. дивизије нападала је на комуникацији Бихаћ-Босански Нови-Бањалука.
Убрзо затим 1. пролетерски и 5. босански корпус преузели су иницијативу и усмерили дејства, претежно, на комуникације. Делови 10. крајишке дивизије повратили су Прозор, Горњи Вакуф, Бугојно и Купрес. Од Рамског партизанског одреда формирана је 14. маја 1944. 17. крајишка ударна бригада, која је упућена на комуникације у долини Неретве. У пролеће 1944. 4. крајишка дивизија је блокирала Приједор, пошто је претходно разбила посаде многих мањих упоришта у његовој околини.
У другој половини марта формиране су 15. крајишка бригада (26. марта) и 39. дивизија (20. марта), а почетком маја и 16. крајишка бригада. Ноћу 19/20. априла делови 4., 10. и 39. дивизије НОВЈ безуспешно су напали Приједор, који су бранили делови немачке 373. легионарске дивизије и домобранске 3. брдске бригаде, уз нешто четника.
У средњој Босни, 11. дивизија НОВЈ је, после заузимања Прњавора у другој половини јануара, пренела тежиште дејстава на комуникације. У међувремену, 1. дивизија је 15. јануара заузела Котор Варош и наставила нападе према Јајцу и Травнику, а крајем марта пребачена је у рејон Гламоча и Мркоњић Града, а одатле је у априлу одбијала нападе делова 7. СС дивизије који су 18. априла заузели Мркоњић Град, припремајући се за напад на Дрвар. За то време је 6. дивизија НОВЈ, пребачена у фебруару из Дрвара и Мркоњић Града према Книну, затварала правце према Дрвару и Гламочу и дејствовала на комуникацији Книн-Бихаћ.

#### Дрварска операција
У дрварској операцији 1. пролетерски и делови 5. и 8. корпуса НОВЈ су у тешким борбама од 25. маја до 5. јуна 1944. спречили Немце да униште Врховни штаб. У јуну су борбе пренете рејона Дрвара у област Кључа, Гламоча, Купреса, Травника и према Сарајеву. Крајем јуна Штаб 1. пролетерског корпуса са 1. пролетерском дивизијом прешао је комуникацију Сарајево-Мостар и продужио за Санџак, док је 6. дивизија остала на простору Гламоч-Купрес где је до 20. јула водила борбе са окупаторским и квислиншким снагама, а затим и она кренула у састав 1. корпуса НОВЈ. Истовремено, 11. дивизија упућена је из средње у источну Босну. У августу је на Козари формирана Козарска група одреда (од 3 одреда) јачине око 1.000 бораца.

#### Стање на слободној територији
Током целог рата народ и војска у Босанској крајини борили су се са великим материјалним тешкоћама. Област је дуготрајним ратом и разарањима окупатора и његових помагача била исцрпена. Годинама су многи њени становници живели по колибама, без најосновнијих потреба за живот и у веома тешким хигијенским условима. Народ у планинским крајевима није имао по више месеци хлеба. Све је то условило појаву епидемија (нарочито пегавог тифуса). Све те тешкоће савладане су пожртвовањем народа и трудом народне власти. Хиљаде избеглица било је смештено по селима, организоване су омладинске радне бригаде које су обрађивале земљу и подизале летину, из резерви Народноослободилачког фонда пружана је помоћ незбринутима, организована је размена жита, соли, дувана, меса и осталих основних потреба између разних мање оштећених области и са слободном територијом у Далмацији; организоване су колоне омладине и жена које су из села под Грмечом на леђима преносиле по дубоком снегу храну преко Грмеча за Дрвар, да би ту прехранили избеглице и јединице НОВ.

### Летња офанзива НОВЈ
У лето 1944. 5. корпус НОВЈ је наставио нападе дуж комуникација у долинама реке Неретве, Врбаса, Уне, Босне и Усоре; у јулу је у саставу корпуса формирана 53. средњобосанска дивизија. После одласка 11. дивизије у источну Босну, она је преузела област средње Босне. До почетка септембра 5. корпус повратио је територију изгубљену у дрварској операцији и присилио окупаторске и усташко-домобранске снаге да се ослонцем на Бањалуку, Приједор и Травник бране у уском појасу дуж комуникација у долинама Уне, Сане, Босне и Врбаса.

#### Ослобођење Приједора
У септембру је 5. корпус (са 4., 39. и 53. дивизијом) извршио низ напада на комуникације, ослободио Приједор и овладао простором Босански Нови-Приједор-Љубија, ослободио Јајце, Горњи Вакуф, Тешањ, Дервенту (за краће време), више села око Добоја, напао Бањалуку, разорио на више места комуникације на правцу Зеница-Сарајево-Јабланица, а потом до краја месеца ослободио: Бусовачу, Тарчин, Крешево, Бугојно, Лашву, Какањ, и више других места.

#### Ослобођење Травника
По наређењу ВШ, почетком октобра 5. корпус је пренео тежиште операција у долину Босне, ради спречавања извлачења групе армија Е тим правцем, ангажујући 4., 10. и 53. дивизију на правцу Травник-Зеница. У тешким борбама делови 4. и 10. дивизије су 22. октобра ослободили Травник који је бранило преко 2.600 усташа и домобрана (погинуло 900 и заробљен 501 непријатељски војник). У међувремену, 53. дивизија вршила је притисак на комуникације у доњем току Босне, 39. дивизија (12. октобра формирана је 20. крајишка бригада која је ушла у њен састав) на Бањалуку и долину Саве, а Подгрмечки и Дрварско-петровачки НОП одред у долини Уне.

## 1945.

### Повлачење групе армија Е
Крајем 1944. године Немци су упорно настојали да одбаце јединице 5. корпуса из долине Босне према западу. У нападу 29. децембра успели су, ангажујући 11 пешадијских батаљона, да потисну јединице 4. и 10. дивизије НОВЈ, избију на прилазе Травнику и Фојници и заузму Крешево, али су противнападима почетком јануара 1945. одбачени према долини Босне. Штаб немачке групе армија Е (Heeresgruppe E) груписао је у првој половини јануара (против 5. корпуса) 104. ловачку и делове 369. дивизије, два пука руског заштитног корпуса и 10 самосталних батаљона на линији Зеница-Бусовача-Кисељак-Високо, које су 19. јануара прешле у напад против делова 4. и 10. дивизије НОВЈ и после вишедневних борби, 22. јануара освојиле Травник и одбациле партизане ка западу.

### Коначно ослобођење
Крајем марта и почетком априла 4. и 10. дивизија ангажоване су за ослобођење Сарајева. У наступању кроз средњу Босну 2. југословенска армија је 22. априла форсирала реку Врбас када је 5. корпус ушао у њен састав. У борбама од 22. априла до 2. маја 1945. јединице 2. армије уништиле су сва окупаторско-квислиншка упоришта у долини Саве и Уне (Босанска Дубица, Босанска Костајница, Босански Нови, Добрљин, Хрватска Дубица и Костајница), чиме је Босанска крајина коначно ослобођена.